# Ellen (televisieserie)
Ellen is een Amerikaanse komedieserie die op de Amerikaanse televisie werd uitgezonden van 1994 tot 1998.

## Thema
Ellen toont het leven van Ellen Morgan (Ellen DeGeneres), een neurotische boekhandelaar in Los Angeles.

## Rolverdeling
| Acteur                | Personage      | Opmerkingen          |
| --------------------- | -------------- | -------------------- |
| Ellen DeGeneres       | Ellen Morgan   | seizoen 1 t/m 5      |
| Joely Fisher          | Paige Clark    | seizoen 2 t/m 5      |
| Holly Fulger          | Holly Jamison  | seizoen 1 en 5       |
| Ayre Gross            | Adam Green     | seizoen 1 t/m 3 en 5 |
| David Anthony Higgins | Joe Farrell    | seizoen 1 t/m 5      |
| Clea Lewis            | Audrey Penney  | seizoen 1 t/m 5      |
| Jeremy Piven          | Spence Kovak   | seizoen 2 t/m 5      |
| Maggie Wheeler        | Anita Warwell  | seizoen 1 en 2       |
| Steven Gilborn        | Harold Morgan  | seizoen 1 t/m 5      |
| Alice Hirson          | Lois Morgan    | seizoen 1 t/m 5      |
| Patrick Bristow       | Peter Barnes   | seizoen 1 t/m 5      |
| Bruce Campbell        | Ed Billick     | seizoen 4            |
| Lisa Darr             | Laurie Manning | seizoen 5            |